# Best of Both Worlds Concert (nhạc phim)
Hannah Montana & Miley Cyrus: Best of Both Worlds Concert là live album đầu tiên được thực hiện bởi Miley Cyrus thu âm vào năm 2007 khi đang thực hiện chuyến lưu diễn Best of Both Worlds Tours. Đĩa này giới thiệu 7 ca khúc trong nhạc phim Hannah Montana và 7 ca khúc khác bởi Miley Cyrus.Đĩa DVD này bao gồm một CD trực tiếp toàn bộ buổi lưu diễn và đĩa DVD bổ sung.Album có rất nhiều những buổi diễn của Hannah Montana & Miley Cyrus: Best of Both Worlds Concert,đĩa này đã phát hành sau đó hai tháng sau buổi chiếu phim 3D.

## Quảng cáo
Single đầu tiên trong đĩa này,Rock Star đã chính thức ra mắt tháng 1 năm 2008 cho buổi giới thiệu phim 3D.Vào tháng 2 năm 2008,bài hát này được đưa vào album cùng tên.

## Danh sách các bài hát

### CD
| Buổi biểu diễn củaHannah Montana | Buổi biểu diễn củaHannah Montana         | Buổi biểu diễn củaHannah Montana |
| STT                              | Nhan đề                                  | Thời lượng                       |
| -------------------------------- | ---------------------------------------- | -------------------------------- |
| 1.                               | "Rock Star"                              | 3:35                             |
| 2.                               | "Life's What You Make It"                | 3:14                             |
| 3.                               | "Just Like You"                          | 3:20                             |
| 4.                               | "Nobody's Perfect"                       | 3:33                             |
| 5.                               | "Pumpin' Up the Party"                   | 3:11                             |
| 6.                               | "I Got Nerve"                            | 3:10                             |
| 7.                               | "We Got the Party" (with Jonas Brothers) | 4:18                             |

| Buổi biểu diễn của Miley Cyrus | Buổi biểu diễn của Miley Cyrus                  | Buổi biểu diễn của Miley Cyrus |
| STT                            | Nhan đề                                         | Thời lượng                     |
| ------------------------------ | ----------------------------------------------- | ------------------------------ |
| 8.                             | "Start All Over"                                | 4:40                           |
| 9.                             | "Good and Broken"                               | 2:57                           |
| 10.                            | "See You Again"                                 | 3:42                           |
| 11.                            | "Let's Dance"                                   | 3:26                           |
| 12.                            | "East Northumberland High"                      | 3:52                           |
| 13.                            | "G.N.O. (Girl's Night Out)"                     | 3:49                           |
| 14.                            | "The Best of Both Worlds" (with Hannah Montana) | 3:27                           |

### DVD
| Live Videos | Live Videos                                 | Live Videos |
| STT         | Nhan đề                                     | Thời lượng  |
| ----------- | ------------------------------------------- | ----------- |
| 1.          | "Rock Star" (Live từ Salt Lake City)        | 2:59        |
| 2.          | "Start All Over" (Live from Salt Lake City) | 3:27        |

| Behind the Scenes | Behind the Scenes                    | Behind the Scenes |
| STT               | Nhan đề                              | Thời lượng        |
| ----------------- | ------------------------------------ | ----------------- |
| 3.                | "Hangin' with the Rock Star on Tour" |                   |
| 4.                | "Photo Slideshow of Tour"            |                   |

- Ghi chú: ỞMalaysia, Hồng Kông và Philippines, đĩa DVD này không được bày bán.

## Xếp hạng và lượng đĩa bán được
Vào ngày 23 tháng 7 năm 2008,album này đã bán được 700.000 bản.Single thứ hai của album, "Best of Both Worlds", được phát hành vào tháng 4 năm 2008.Tại Úc album này nhận được chứng chỉ Vàng năm 2008.
| Xếp hạng (2008)                | Vị trí cao nhất | Bán được | Chứng nhận |
| ------------------------------ | --------------- | -------- | ---------- |
| Australian ARIA Albums Chart   | 15              | 35.000   | Vàng       |
| Brazillian Top 40 Albums Chart | 4               | 20.000   |            |
| Canadian Albums Chart          | 3               | 40.000   | Gold       |
| World                          | 13              | 700.000  |            |
| U.S. Billboard 200             | 3               | 500.000  | Vàng       |
| U.S. Top Internet Albums       | 3               |          |            |
| U.S. Top Kid Audio             | 1               |          |            |
| UK Albums Chart                | 29              |          |            |

## Phát hành
Album này phát hành tại Mỹ vào ngày 15 tháng 4 năm 2008,và được khuyến mại tại Wal-Mart vào ngày 11 tháng 3 năm 2008.
Album phát hành trên toàn thế giới vào những ngày sau:
- Mỹ: Ngày 14 tháng 4
- Mỹ Latinh: Ngày 20 tháng 4 năm 2008
- Úc: Ngày 21 tháng 4
- châu Âu: Ngày 22 tháng 4
- châu Á: Ngày 21 tháng 6 - Hong Kong ngày 27 tháng 6.

Tại Sarawak, Malaysia, album ra mắt tháng 7 năm 2008.